# 海拉尔东站
海拉尔东站是位于内蒙古自治区呼伦贝尔市海拉尔区的一个铁路车站，邮政编码21000。车站建于1901年，有滨洲铁路经过该站，现办理货运业务，不办理客运业务，车站及其上下行区间均未电气化。车站距离哈尔滨站742公里，隶属哈尔滨铁路局海拉尔车务段，是一等站。